# Оптимизация затрат
Оптимизация затрат (англ. cost optimization) — непрерывные усилия, специально разработанные для управления затратами и снижения затрат при максимизации стоимости бизнеса.

## Определение
По мнению ряда экономистов оптимизация затрат — это непрерывные усилия, специально разработанные для управления расходов и снижения затрат при максимизации стоимости бизнеса. Суть оптимизации — это обеспечение того, чтобы предприятие получало то, за что оно платит, или получала максимальную отдачу на вложенные средства.

## Мероприятия по оптимизации затрат
Мероприятия, которые обычно являются частью усилий по оптимизации затрат, включают в себя:
- постоянную проверку того, что закупки необходимы и используются;
- оценку того, что все продукты и услуги закупаются по наилучшим доступным ценам и условиям;
- проверку того, что фактическое потребление соответствует тому, за что платят.

## Оптимизация затрат vs сокращение затрат
В отличие от сокращения затрат, оптимизация затрат не является одноразовой и непосредственной деятельностью. Вместо этого оптимизация затрат обеспечивает долгосрочное решение для бизнеса. В результате проведения мероприятий по оптимизации затрат общие затраты могут не сократиться, и даже вырасти в связи с тем, что целью мероприятий является рост стоимости бизнеса.